# 18739 Larryhu
18739 Larryhu è un asteroide della fascia principale. Scoperto nel 1998, presenta un'orbita caratterizzata da un semiasse maggiore pari a 2,2888528 UA e da un'eccentricità di 0,1514128, inclinata di 4,72983° rispetto all'eclittica.